# Ekko Oosterhuis

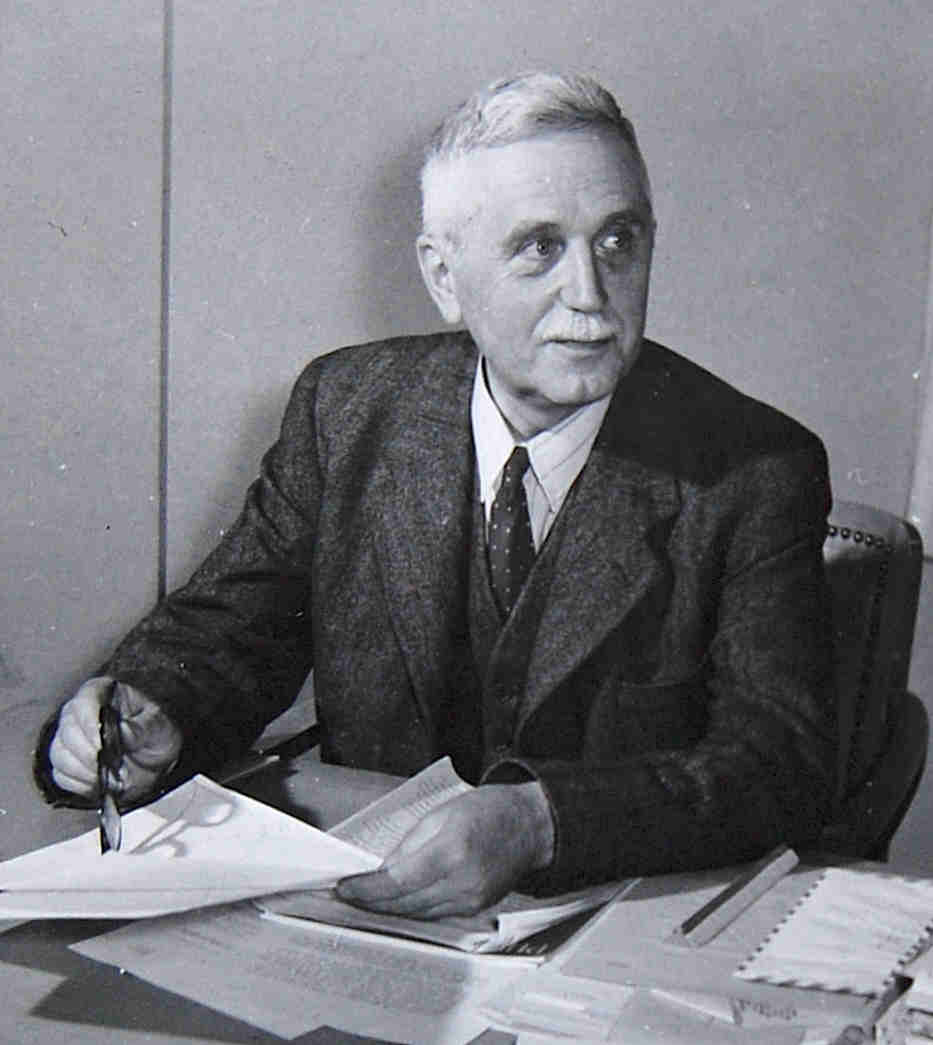
Dr. Oosterhuis op het Natuurkundig laboratorium.

Ekko Oosterhuis (Zetten, 20 oktober 1886 – Zwolle, 26 januari 1966) was een Nederlands natuurkundige.

## Biografie
Ekko Oosterhuis werd geboren in het Gelderse dorp Zetten waar zijn vader Gerrit Oosterhuis wiskundeleraar was; zijn moeder was Korneliske Wolters. Na het doorlopen van het gymnasium studeerde hij natuurkunde te Groningen, waar hij in 1911 promoveerde op het proefschrift "Over het Peltiereffect en de thermoketen ijzer-kwikzilver". Na zijn promotie werkte hij bij de hoogleraren Zeeman en Kamerlingh Onnes.
In 1914 kwam Oosterhuis in dienst bij het Philips Natuurkundig Laboratorium als eerste medewerker van Gilles Holst. Hij hield zich in de beginjaren bezig met gasgevulde gloeilampen en radiobuizen. Tot aan zijn pensionering bleef hij als plaatsvervangend directeur aan het Natuurkundig Laboratorium verbonden. In 1916 trouwde hij met Anna Elisabeth Kolkman.
In 1921 richtte Oosterhuis met Adriaan Fokker en Balthasar van der Pol het tijdschrift  Physica op. Bij het daaruit voortgekomen Nederlands Tijdschrift voor Natuurkunde was hij redacteur. Van het Philips Technisch Tijdschrift was hij medeoprichter.
Van 1945 tot 1960 was hij curator van de Vrije Universiteit.
Oosterhuis werd in 1951 gedecoreerd als officier in de Orde van Oranje-Nassau.

## Trivia
Oosterhuis was de grootvader van de golfer Peter Oosterhuis.